# Appareil photographique de moyen format
Un « moyen format » est un appareil photographique utilisant un format de films ou de capteur de 6 × 4,5 cm à 6 × 24 cm. Les principaux sont le Fujifilm GFX, les appareils fabriqués par Hasselblad (500 C, 500 C/M...), le Pentax 645Z, etc. Il se situe entre le petit format (les 24 × 36 reflex et télémétriques) et le grand format (les chambres).

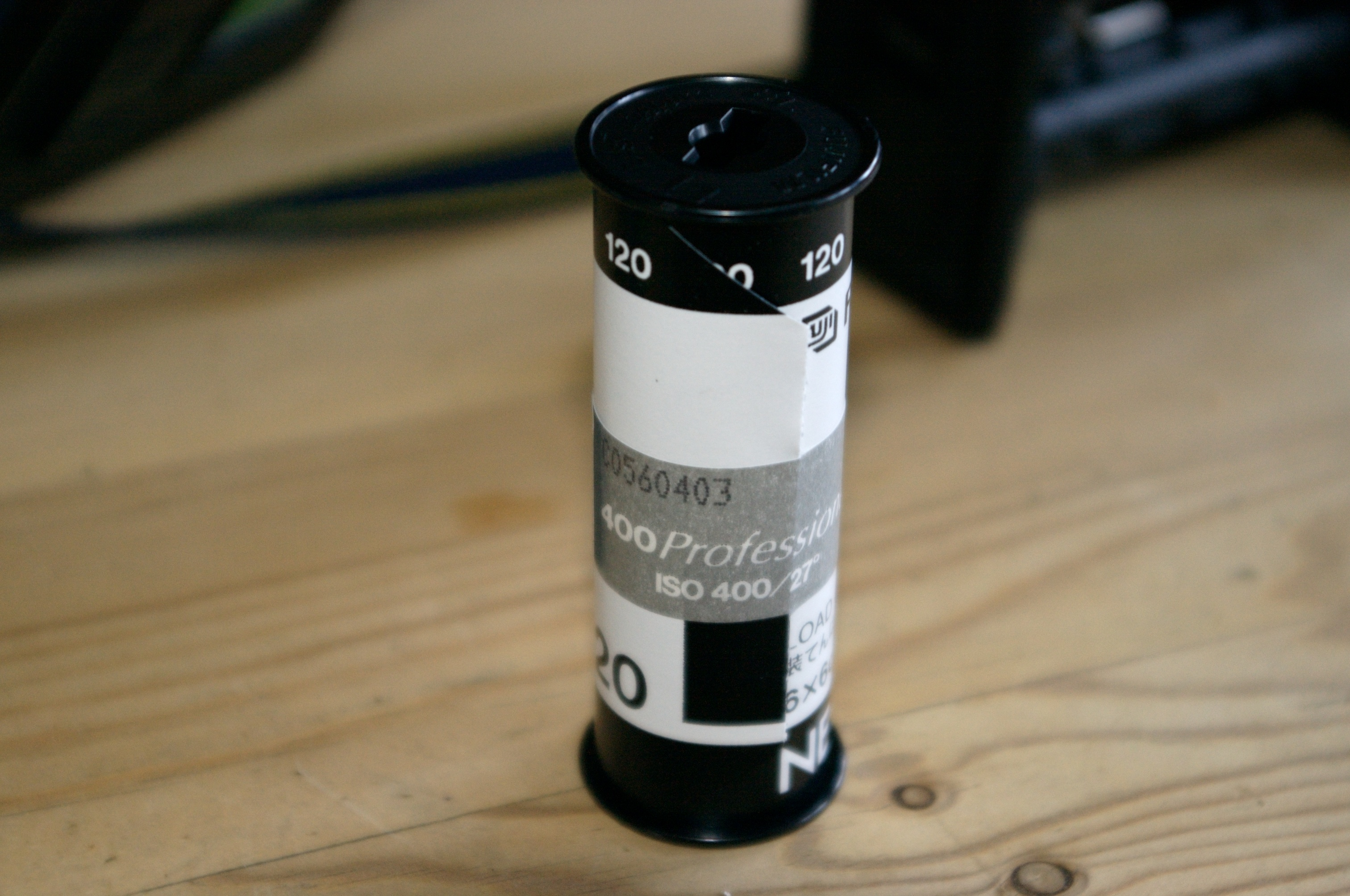
Film 120

 Il tire son nom d'un format de film photographique. Généralement, le terme s'applique à toute taille de film comprise entre le format 35 mm (petit format) et les plans-films de 9 × 12 cm (grand format). Les principales tailles utilisées pour ces films sont 6 × 4,5 cm, 6 × 6 cm, 6 × 7 cm, 6 × 9 cm, 6 × 12 cm, 6 × 17 cm et 6 × 24 cm.
Le moyen format numérique existe aujourd'hui par l'adjonction de dos numériques qui ne pourraient exister sans le concept d'origine. Les capteurs se différencient par leurs tailles : 37 × 37 mm, 33,1 × 44,2 mm, 36,8 × 49,1 mm, 53,7 × 40,2 mm — en différents modèles : 16 MP, 18 MP, 22 MP, 31 MP, 39 MP, 50 MP, 60 MP, 80 MP, 100 MP (MP = millions de pixels).
Le principal avantage de ce type d'appareil est la surface sensible bien plus grande (au moins 3,125 × fois) que celle du 35 mm, tout en restant plus petite et maniable que celle d'une chambre photographique. Cette surface sensible (pellicule ou capteur) étant plus grande, le rapport d'agrandissement est moindre et ainsi la définition meilleure (grains du négatif ou pixels moins visibles sur l'agrandissement papier). Par rapport à une chambre, le gain se situe au niveau du poids et de l'encombrement ainsi que dans l'utilisation d'une pellicule en bobine permettant plusieurs vues, contre un plan-film pour ce dernier appareil.
Un autre avantage important est la grande flexibilité de ce type d'appareil qui permet de s'adapter à de nombreuses utilisations : objectifs, verre de visée et dos interchangeables, utilisation de dos Polaroid, possibilité d'utiliser des dos de différentes tailles de négatif, passage de dos film à dos numérique, etc.
Une des particularités du moyen format est sa profondeur de champ qui est plus petite que sur un petit format (24 × 36). En effet, celle-ci est directement liée à la taille du film (ou capteur) sur lequel s’enregistre l’image. Plus la surface est grande et moins la zone de profondeur de champ sera grande (à cadrage équivalent et diaphragme identique).
Cette particularité esthétique est très prisée des photographes de mode et de publicité, car ceci a tendance à détacher le sujet du fond, et aide ainsi à le mettre en valeur.
De plus, le moyen format ayant été pendant longtemps réservé aux professionnels, les optiques sont réputées être de meilleure qualité (plus piquée et plus contrastée) que des optiques grand public.
En raison de son encombrement et de son coût élevé, le moyen format a été principalement utilisé par les photographes professionnels et les amateurs avertis.
L'abandon progressif de la pellicule a brutalement fait exploser le nombre d'appareils argentiques moyen-format sur le marché de l'occasion, et de ce fait il est actuellement possible de s'y initier pour un coût relativement modeste.

## Histoire
Le premier modèle acceptant le film 120 est le No 2 Brownie Camera produit par Kodak de 1901 à 1924.
- 1901 : création de la pellicule moyen format par Kodak.
- 1948 : premier moyen format de type reflex par Hasselblad.
- 1997 : premier moyen format reflex équipé de la mise au point automatique (Pentax 645N).
- 2000 : arrivée des capteurs numériques chez Leaf, PhaseOne et Imacon (depuis racheté par Hasselblad).
- 2009 : premier moyen format reflex numérique compact et tropicalisé permettant son utilisation en photo-reportage (Pentax 645D).
- 2014 : Pentax met sur le marché une version améliorée du 645D (Pentax 645Z).
- 2016 : Hasselblad lance le X1D, premier hybride moyen format[2].

## Pellicules et formats

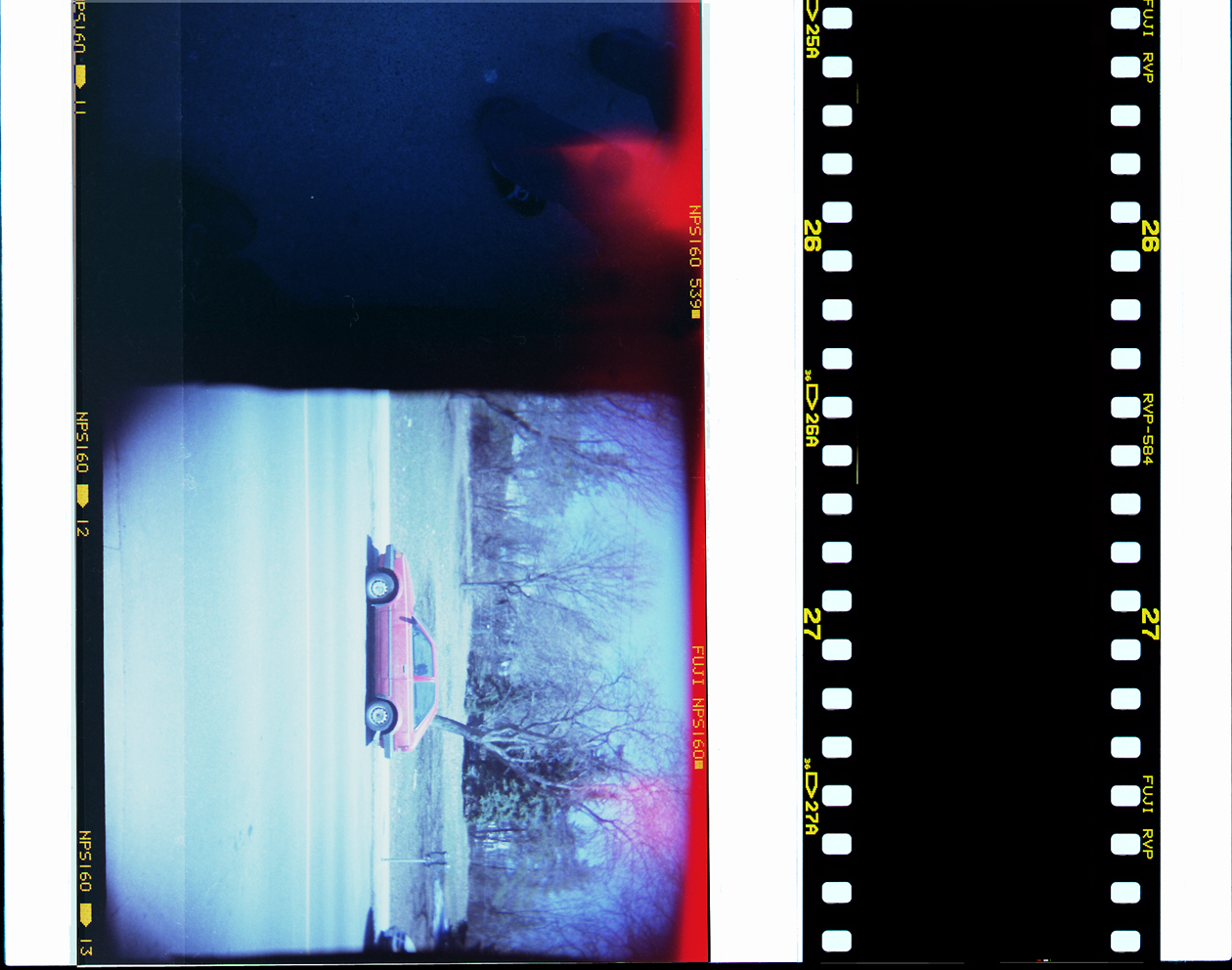
Film moyen format (à gauche) et pellicule 35 mm (à droite)

Le format de pellicule le plus utilisé est le format 120. Un autre format est le 220, deux fois plus long qu'un 120 mais de même largeur. Le 220 est moins courant et demande parfois un dos particulier pour que l'appareil l'accepte. Alors que les rouleaux de 120 ont une bande papier courant sur toute la longueur du négatif, les rouleaux de 220 ont juste une amorce au début et à la fin.
Si la largeur du film est restée fixe, le format de prise de vue, lui a évolué au fil du temps et des utilisations. Il existe de nombreuses variantes.
Le format carré 6 × 6, semble avoir été introduit pour des raisons pratiques. On imagine aisément la difficulté à passer de format portrait à paysage sur un appareil de type TLR dont la visée se fait par le dessus.
Quoi qu'il en soit, le format 6 × 6 reste présent et possède de nombreux défenseurs. Une des vérités scientifiques à propos de ce format reste le fait que le format carré maximise la portion d'image utilisée par rapport à celle fournie par le système optique (qui délivre une image circulaire).
Les formats d'image les plus populaires sont :
- 6 × 4,5 cm (15 ou 16 vues sur une pellicule 120) ;
- 6 × 6 cm (12 vues) ;
- 6 × 7 cm (10 vues) ;
- 6 × 9 cm (8 vues).

Le nombre de vues est doublé sur une pellicule 220 mais ce format est peu utilisé car le film, plus fin, se déchire facilement. Il est aussi difficile à manipuler en laboratoire du fait de sa longueur.
D'autres formats existent, bien que moins répandus :
- 4 × 4 cm (film 127 très populaire dans les années 1960, il n'en reste que deux fabricants, efke et Rollei) ;
- 6 × 8 cm ;
- 6 × 12 cm ;
- 6 × 17 cm ;
- 6 × 24 cm.

## Objectifs
Les appareils moyen format utilisent des objectifs dont la focale est différente de celles des appareils 24 × 36. En effet la focale dite « normale » (égale à la diagonale du format) qui est d'environ 50 mm sur un 24 × 36 devient d'environ 80 mm sur un appareil 6 × 6. Cette focale dépend de la taille du film et donc varie un peu selon le format utilisé (6 × 6, 6 × 9...). Un 80 mm est donc un objectif standard sur un moyen format, un 40 mm est un grand-angle et 300 mm un téléobjectif.
La focale correspond au grandissement de l'image sur le film. Plus la surface à couvrir est grande pour un même angle de champ embrassé, plus l'objectif doit avoir une focale longue. Si l'on recadre en 24 × 36 un film 6 × 6 supportant une image prise au 80 mm, on retrouve l'angle de champ d'un 80 mm 24 × 36.

## Systèmes

Certains systèmes moyen format sont très modulaires et s'adaptent ainsi à de nombreux besoins
1– Corps de l'appareil ; 2– Objectifs ; 3– Verres de visée ; 4– Poignée moteur ; 5– Levier d'armement ; 6– Viseur à prisme avec photomètre ; 7– Viseur à prisme ; 8– Viseur de poitrine ; 9– Dos pour bobine 120 chargé avec un film X ; 10– Dos pour bobine 120 chargé avec un film Y ; 11– Dos pour bobine 220, dos pour film 35mm, dos pour film Polaroid, dos digital, etc. ; 12– Adaptateur pour déclencheur souple

On peut distinguer différents types de moyen format en se basant sur le type de visée qui les équipe :
- les SLR (Single Lens Reflex, en français « reflex mono-objectif ») : ce sont des appareils qui prennent l'apparence d'un gros 24 × 36 (Pentax 67 ou Kiev 60) ou d'un cube (Hasselblad 500CM). Ces modèles sont les plus répandus, car les plus polyvalents et les plus flexibles ;
- les TLR (Twin-Lens Reflex, en français « reflex bi-objectif ») : certains modèles sont devenus des mythes (Rolleiflex) mais il en existe de très nombreux moins connus comme les Semflex fabriqués par la SEM, Yashica, Mamiya, etc. Leur principal avantage venait de leur principal défaut : très peu modulaires (sauf les Mamiya qui utilisaient des objectifs doubles interchangeables), ils étaient très fiables, compacts, légers et très silencieux ;
- les télémétriques : ce sont des appareils proches des 24 × 36 mm télémétriques dans leur architecture (de type Leica). On trouvait des Fuji, Bronica ou Mamiya. Seul le Mamiya 7II est encore produit ;

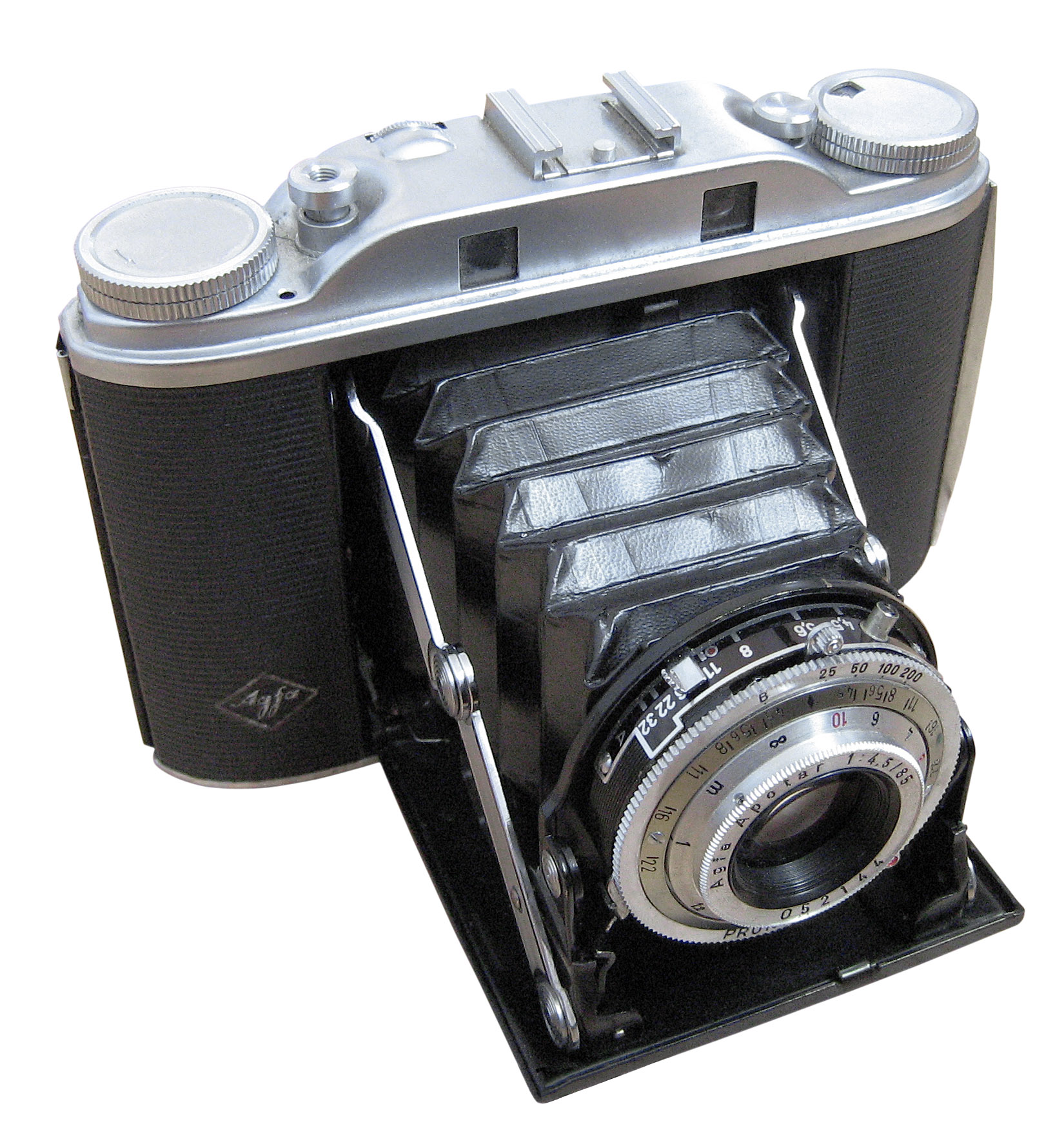
Un folding Agfa Isolette III

- les Folding (ou « appareil à soufflet ») : l'appareil se replie et l'objectif se verrouille en bout de course. Ces modèles étaient très populaires dans les années 1950 ;
- autres (visée directe) comme les appareils « mécanos ».

### Les SLR

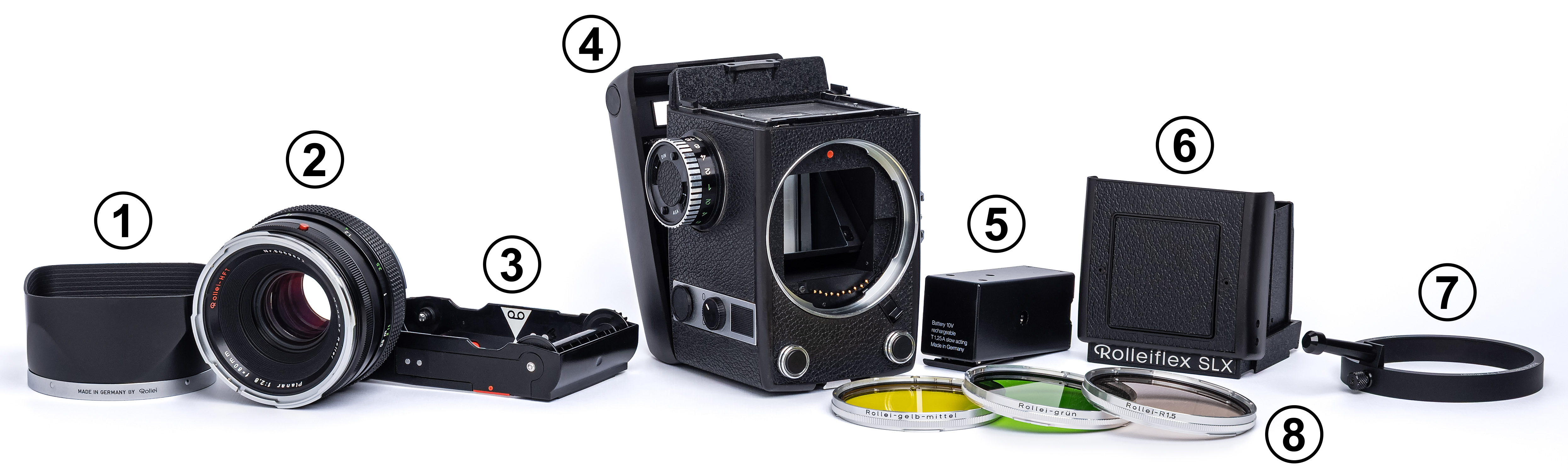
Un système SLR complet : le Rollei Rolleiflex SLX
1 : pare-soleil - 2 : objectif - 3 : support film - 4 : boîtier de l'appareil - 5 : batterie - 6 : viseur capuchon - 7 : levier de mise au point rapide - 8 : filtres.

Dans les systèmes reflex mono-objectif, la lumière qui passe à travers l'objectif est réfléchie par un miroir plat à 45° pour être envoyée sur le système de visée, un verre dépoli, sur lequel se forme l'image, comme pour les TLR. Le photographe effectue ses réglages soit par une vue directe du dépoli protégé par un viseur capuchon (observation depuis le dessus de l'appareil), soit depuis l'arrière du boîtier après que l'image a traversé un pentaprisme, système identique à celui que l'on trouve sur les reflex 35 mm grand public.
Lors du déclenchement, le miroir doit donc être relevé afin de permettre à l'image d'impressionner la pellicule, lors de la levée du miroir, le viseur devient noir et la vue est retournée vers la pellicule, à la différence des bi-objectifs d'où l'on peut observer en permanence notre vue photographique.

### Les TLR
L'appareil emblématique de ce type reste sans conteste le Rolleiflex de la marque Rollei.
Les TLR possèdent deux chambres séparées, l'une pour la visée, l'autre pour la prise de vue. L'image passant à travers l'objectif supérieur est reflétée pour arriver sur le système de visée, qui se trouve au sommet de l'appareil : l'utilisateur vise donc par le haut de l'appareil, ce qui amène donc bien souvent à porter l'appareil au niveau de l'abdomen au moment de la prise de vue. Lors du déclenchement, c'est l'obturateur de l'objectif inférieur qui est actionné, et l'image passant à travers celui-ci qui impressionne la pellicule.
Le premier avantage des TLR est l'absence de miroir mobile. La construction bi-objectifs permet donc d'obtenir des appareils plus silencieux et soumis à moins de vibrations lors de la prise de vue.
En contrepartie, la visée désaxée peut poser des problèmes de cadrage dans certaines conditions (photographie rapprochée avec un cadrage serré), de même que l'image inversée qui s'affiche sur le viseur supérieur : il est nécessaire de déplacer l'appareil vers la droite de l'utilisateur pour pouvoir déplacer le champ de vision de l'appareil vers la gauche.

### Les appareils télémétriques
La visée télémétrique permet d'obtenir des appareils plus légers que les SLR tout en conservant un encombrement inférieur aux systèmes bi-objectifs.
Les systèmes télémétriques possèdent pourtant quelques inconvénients, comme l'impossibilité de faire de la macro.
Les télémétriques disposent d'une aide à la mise au point, le télémètre, souvent plus ergonomique et plus précis que les autres systèmes. En outre, n'ayant aucune pièce mobile à part l'obturateur central de l'objectif (de faible inertie), le piqué des images n'est pas altéré par des vibrations indésirables.

### Les autres

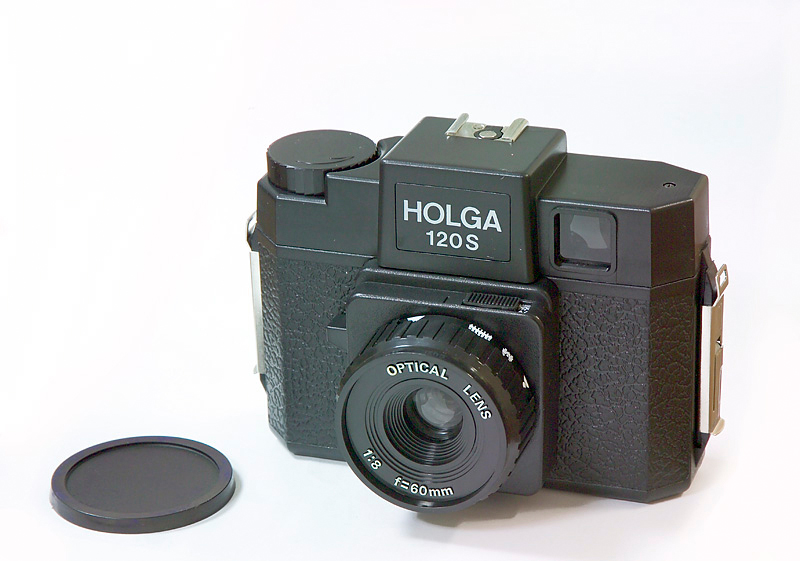
Holga 120S

On peut citer dans cette catégorie :
- les chambres prenant du film 120 ou 220 : de manière générale, les chambres peuvent recevoir des dos accueillant des bobines 120 ou 220. Ceci permet de profiter des effets de bascule et de décentrement des chambres, avec la souplesse de traitement des films moyen format ;

- les « appareils jouets » de type Holga, Diana ou Woca : à usage amateur, ces appareils sont fabriqués dans des matériaux de mauvaise qualité pour réduire les coûts : boîtier (et parfois objectif) en plastique, réglages réduits au strict minimum. Les résultats sont de mauvaise qualité, mais les effets particuliers de ces appareils (vignetage très prononcé, faible définition, fuites lumineuses) ont leurs adeptes et sont ainsi fréquemment utilisés pour obtenir des effets « artistiques » (ou du moins un rendu différent).

## Marques et modèles
| Marque      | Modèles phares anciens ou actuels |
| ----------- | --- |
| Alsaphot    | Bioflex (6 × 6 cm) |
| Arsenal     | Kiev 88 (6 × 6 cm & 4,5 × 6 cm) – Kiev 60 (6 × 6 cm)                                                                                         |
| Bronica     | ETR-Si (4,5 × 6 cm) – GS-1 (6 × 7 cm) - SQ (6 × 6 cm)                                                                                        |
| Contax      | 645 (4,5 × 6 cm) |
| Fujifilm    | 690 (6 × 9 cm) - 680 (6 × 8 cm) - 670 (6 × 7 cm) - 645 GAZI - GFX 100 & 100S (4,4 × 3,3 cm)                                                  |
| Hasselblad  | Système H (H1, H2, etc.) (4,5 × 6 cm) – Série 500 (500 C/M, 503 CW, etc.) (56 × 56 mm) - Système X (X1D, etc.) (numérique CMOS 3,3 × 4,4 cm) |
| Lomo        | Lubitel (6 × 6 cm) - Bel-Air (6 × 12 cm) |
| Mamiya      | C220 (6 × 6 cm) - C330 (6 × 6 cm) – 645 (4,5 × 6 cm) – RB67 et RZ67 (6 × 7 cm) – Press (6 × 9 cm)                                            |
| Pentax      | Asahi 6x7, 67 et 67II (6 × 7 cm) - 645 (4,5 × 6 cm) - 645D (numérique CCD 3,3 × 4,4 cm)                                                      |
| Rollei      | SL 66, Séries 6003, 6006 et 6008 et Hy6 |
| Sem         | Semflex (6 × 6 cm) – modèles T950, Standard, Semi-Otomatic, Otomatic, Semflash, Joie de Vivre                                                |
| Voigtländer | Brillant (6 × 6 cm) – Superb (6 × 6 cm) |
| Yashica     | MAT 124G, MAT 124 (6 × 6 cm) |